# Dan Frazer
Dan Frazer (* 20. November 1921 in New York City; † 16. Dezember 2011 ebenda) war ein US-amerikanischer Schauspieler.

## Leben
Frazer wuchs als eines von zehn Kindern im New Yorker Stadtviertel Hell’s Kitchen auf. Bereits im Alter von 14 Jahren gab er sein Theaterdebüt. Nach dem Zweiten Weltkrieg spielte er am Broadway, 1949 stand er das erste Mal vor der Kamera. In den 1950er und 1960er Jahren wirkte Frazer in Fernsehserien wie der Phil Silvers Show (1956), Wagen 54, bitte melden (1961) oder Die Unbestechlichen (1963) mit. Es folgten Rollen in Kinofilmen wie Lilien auf dem Felde (1963), Woody, der Unglücksrabe (1969) oder Bananas (1971).
Durch seine Rolle als Polizeichef im Film Auf leisen Sohlen kommt der Tod (1972) wurden die Produzenten von Kojak – Einsatz in Manhattan (1973–1978) auf Frazer aufmerksam. Er wurde prompt besetzt und spielte seine bekannteste Rolle als Kojaks Vorgesetzter und Freund, Frank McNeil,  in der Krimiserie. Bei den folgenden Fernsehfilmen von Kojak trat Frazer nur einmal im Film „Mord im Exil“ auf, was neben dem Fehlen von Det. Crocker (Kevin Dobson) und Stavros (George Savalas) als einer der Gründe dafür angesehen wird, warum die Filme nicht an den Erfolg der Serie anknüpfen konnten.
Von 1989 bis 1996 war Frazer in einer wiederkehrenden Rolle in der Seifenoper As the World Turns zu sehen und hatte mehrere Auftritte in den Law-&-Order-Serien.

## Filmografie (Auswahl)
- 1963: Lilien auf dem Felde (Lilies of the Field)
- 1966: Mollymauk, der Wunderknabe (Lord Love a Duck)
- 1969: Woody, der Unglücksrabe (Take the Money and Run)
- 1971: Bananas (Bananas)
- 1972: Auf leisen Sohlen kommt der Tod (Fuzz)
- 1973: Ein Fall für Cleopatra Jones (Cleopatra Jones)
- 1973–1978: Kojak – Einsatz in Manhattan (Fernsehserie)
- 1974: Die Supercops – Zwei irre Hunde (The Super Cops)
- 1975: Der Mann ohne Nerven (Breakout)
- 1992: Flodder – Eine Familie zum Knutschen in Manhattan (Flodder in Amerika!)
- 1997: Harry außer sich (Deconstructing Harry)
- 2000: Happy Accidents